# Castelo Dunyvaig

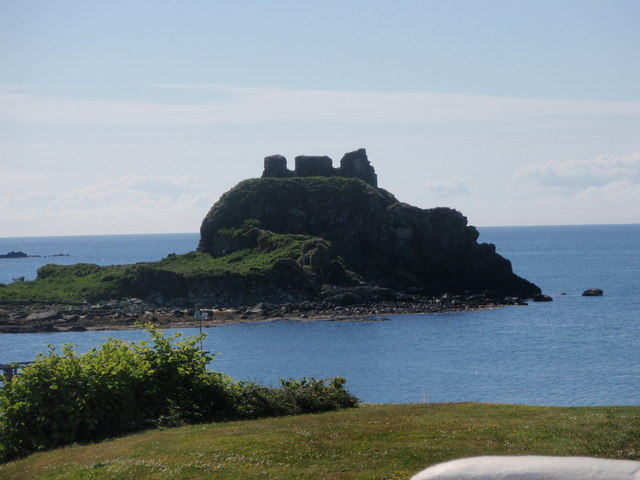
Castelo Dunyvaig, Escócia.

O Castelo Dunyvaig localiza-se perto de Lagavulin, na ilha de Islay, no arquipélago de ilhas atlânticas de Argyll, na Escócia.
É um dos antigos castelos da região com história mais sangrenta. Atualmente encontra-se em ruínas.